# Bandiera dello Stato Islamico
La bandiera dello Stato Islamico, finora usata sempre nella sua variante di guerra, è nera, con una scritta bianca in lingua araba tracciata nella parte superiore, sotto alla quale vi è una figura circolare di color bianco con all'interno una scritta nera sempre in lingua araba.
La scritta superiore riproduce la prima parte della Shahādah "La ilàha illa Allàh", ossia "Non c'è dio se non Allah".
Nel cerchio sottostante figura, partendo dal basso verso l'alto, è riportata la seconda parte dell'attestazione di fede islamica Muḥammad rasùl Allàh, ossia "Maometto è il suo profeta".

## Galleria d'immagini

La bandiera dello stato islamico di Jammu e Kashmir
La bandiera dello ISIS